# 三港雨蛙
三港雨蛙（学名：Hyla sanchiangensis）为雨蛙科雨蛙属的两栖动物，俗名小姑鲁门、雨鬼，是中国的特有物种。分布于浙江、安徽、福建、江西、湖南、广西、贵州等地，常栖息于稻田附近。其生存的海拔范围为800至1000米。该物种的模式产地在福建崇安三港。